# Suzukimetoden
Suzukimetoden (japansk: スズキ・メソード Suzuki mesōdo) er en musikpædagogisk metode, der anvendes i instrumentundervisning, hovedsageligt strygeinstrumenter.
Metoden blev udviklet af den japanske violinist Shinichi Suzuki. Hans filosofi er at eleven i sit eget tempo skal lære små færdigheder, og til stadighed opmuntres, på samme måde som et lille barn lærer sig at tale. Suzukis udgangspunkt er at hvert barn fødes med mange forskellige anlæg til talent, men at barnet må have de rette stimulerende oplevelser for at disse anlæg bliver udviklet til egentligt talent. Det er derfor vigtigt, at barnet stimuleres meget tidligt gennem blandt andet at lytte til musik.
Suzuki drager paralleller til hvordan børn lærer sit modersmål. Uden teoretiske forklaringer og grammatiske regler lærer det lille barn sig at tale gennem at lytte og efterligne de voksnes sprog. Alle børn lærer sig sproget selv om det er meget kompliceret. Ord og fraser anvendes om og om igen og udvikles efterhånden.
Eleven har i begyndelsen kun den hørte musik som rettesnor. Man arbejder længe med samme melodi så eleven kan den udenad og med så høj musikalsk kvalitet man kan kræve i forhold til alder og andre forudsætninger. Man efterlader aldrig et stykke. Tidligere melodier spilles om og om igen alt efter som musikaliteten udvikles.